# 1,2-乙二醇二乙酸酯
1,2-乙二醇二乙酸酯是一种有机化合物，化学式为C6H10O4。它是1,1-乙二醇二乙酸酯的同分异构体。

## 制备与反应
它可由乙二醇和乙酸酐在催化下反应制得。
它和氟硼酸吡啶鎓加热反应，可以得到N-(乙酰氧基乙基)吡啶鎓氟硼酸盐。